# Октопуси и живите светлини
„Октопуси и живите светлини“ (на английски: Octopussy and The Living Daylights) е вторият сборник с разкази на английския писател Иън Флеминг. Той е четиринадесетото и последно литературно произведение за Джеймс Бонд. Издаден е на 23 юни 1966 г. от издателство Jonathan Cape. Колекцията се състои от четири отделни, несвързани истории: „Октопуси“ (на английски: Octopussy), „Живите светлини“ (на английски: The Living Daylights), „Собственост на дама“ (на английски: The Property of a Lady) и много краткия разказ „007 в Ню Йорк“ (на английски: 007 in New York)

## Сюжет
Внимание:  Текстът по-долу разкрива сюжета на произведението (или части от него)!

### Октопуси
На Ямайка живее пенсионираният майор Декстър Смит. Той е стар, пие много, и единственото му желание е проучването на фауната на подводния свят. В своето увлечение Смит изглежда малко луд: той говори с рибите и дори се опитва да ги дресира. Смит мечтае да хване силно отровната риба скорпион, и да нахрани с нея „приятеля“ си октопод, който Смит галено нарича „Октопуси“.
Изведнъж при Смит идва непознат, който се представя като Джеймс Бонд, и иска от него да разкаже подробности за една секретна операция, в която майорът е участвал през 1945 г. Смит се опитва да избегне въпросите на Бонд основавайки се на слабата си памет, но Бонд твърдо го принуждава да си спомни всичко. Смит разбира, че на Секретната служба, която представлява Бонд, всичко е известно и затова решава да напише откровено признание.
През 1945 г., Смит е началник на специална военна единица, която по поръчение на британското разузнаване, издирва тайните архиви на нацистите. Смит случайно узнава, че в близост до изоставена къща в австрийските Алпи при бягството на нацистите е било скрито злато. Смит решава да не докладва за него на командването и да присвои съкровището. Той намира за водач местен австриец, който го води до заветната къща. Смит убива нещастника, изкопава златото и успява да го изнесе на Ямайка. Договаряйки се с местните нелегални търговци на злато, Смит започна да води проспериращ живот, като постепенно го продава.
Всичко това Смит пише в своето признание и предава документа на Бонд. Бонд препоръчва на майора да не стига до арест и съдебен процес, а да извърши самоубийство. По-късно, по време на подводен риболов, Смит е ужилен от отровна риба скорпион. Осъзнавайки че умира, Смит се опитва да нахрани с уловената риба своя „Октопуси“. Но изведнъж октоподът се хвърля върху му и започва да яде своя „благодетел“.

### Живите светлини
По нареждане на ръководителя на Секретната служба „M“, Джеймс Бонд трябва да пристигне в Западен Берлин за специална операция.
Един от агентите на британското разузнаване с кодов номер 272 дълго време е работил нелегално в Съветския съюз, но поради заплаха от разкриване е решил да избяга на Запад. Бягство е планирано да се извърши на територията на Берлин. Но КГБ узнава за бягството и планира да убие британския агент точно по време на бягството. За убийството е подготвена специална огнева позиция и е определен най-добрият снайперист на КГБ, който изцяло е засекретен под кодовото име „Спусък“. Задачата на Бонд е да унищожи светския снайперист, преди той да застреля агент 272.
След силова тренировка Бонд отлита до Западен Берлин и с помощта на резидента на Секретната служба капитан Сендър започва подготовката за операцията. След проверка на района Бонд осъзнава, че съветският снайперист ще стреля от един от четирите прозорци на „Министерската къща“. Това е многоетажна сграда, в която се помещава едно от министерствата на ГДР. В продължение на три дни Бонд наблюдава прозорците на „Министерската къща“, но нищо не успява да открие. Бонд е в постоянно състояние на нервно напрежение. Само едно му помага да се отпусне малко – репетициите на женския оркестър, които се провеждат вечер в „Министерската къща“. С бинокъл Бонд гледа девойките от оркестъра, а в една от тях, която свири на виолончело, 007 дори се влюбва. Въпреки сериозността и напрегнатостта на ситуацията, Бонд винаги мисли за недостъпната руска красавица.
Настъпва решаващата вечер, агент 272 започва да бяга към другата страна на границата, а Бонд вижда, че в прозореца се появява руският снайперист с автомат „Калашников“. И това e същата красавица, в която се е влюбил Бонд. В последната секунда Бонд решава да не стреля в главата на девойката, а в рамото ѝ.

### Собственост на дама
Ръководителят на Секретната служба „М“ призовава Бонд и му нарежда да проведе една необичайна операция.
Преди няколко години британското разузнаване научава, че една от криптографките на Секретната служба, Мария Фройденстайн, е вербувана от КГБ. Решавайки да проведе „контраигра“ британското разузнаване започва да предава чрез Мария умело прикрита дезинформация. Но едно обстоятелство много обезпокоява англичаните: за три години шпионска работа Мария никога не получава от своите съветски началници никакво възнаграждение.
Но КГБ предава на Мария под вид на наследство безценното бижу „Земната сфера“, настолен часовник във вид на глобус, украсен със скъпоценни камъни. Този часовник е принадлежал на семейството на известния бижутер Карл Фаберже. Шпионинът може да продаде „Сферата“ на търг и официално да получи много пари. В разговор с „M“ Бонд прави вярното предположение, че на търга ще присъства самият резидент на КГБ в Англия. По време на наддаването той изкуствено ще повиши цената на бижуто, за да може Фройденстайн да получи възможно най-много пари.
Бонд и помагащия му д-р Фънш присъстват на търга и следят за резидента на КГБ. Той се оказва служител на съветското посолство, официално заемащ маловажен пост на аташе по селскостопанските работи, Петър Малиновски.

### 007 в Ню Йорк
Джеймс Бонд хуква към Ню Йорк, за да се срещне с любовницата си Соланж. Той трябва да предупреди Соланж, че новият ѝ любовник е агент на КГБ.

## Адаптации
Темите от разказите са използвани в две едноименни филмови адаптации: 1983 г. – „Октопуси“ (тринадесетият филм от официалната „бондиана“, в който ролята на Джеймс Бонд е изиграна от Роджър Мур) и 1986 г. – „Живите светлини“ (петнадесетият филм от официалната „бондиана“, в който ролята на Джеймс Бонд е изиграна от Тимъти Долтън).